# Калинин (Волгодонской район)
Кали́нин — хутор в Волгодонском районе Ростовской области.

## География
Хутор расположен на правом берегу реки Сал.

## Население
| 1989 | 2002 | 2010 |
| ---- | ---- | ---- |
| 391  | ↗451 | ↗477 |

## Улицы
| - ул. Зеленая - ул. Савельевская - ул. Солнечная - ул. Степная - ул. Школьная | - пер. Пушкина - пер. Речной - пер. Садовый - пер. Южный |